# Symboliskt kapital
För andra betydelser, se Kapital (olika betydelser).
Symboliskt kapital är ett begrepp som är en del av Pierre Bourdieus teoretiska ramverk. Det symboliska kapitalet är inte ett kapital i sig utan ett tillstånd hos de övriga kapitalformerna, till exempel kulturellt, socialt och ekonomiskt kapital. Ett kapital blir symboliskt när dess värde erkänns av andra agenter inom samma fält. 
Symboliska markörer, eller symboliskt kapital, används för att beskriva vad olika grupper står för, men också vad de inte står för. Genom kläder, stil, intressen med mera, vill man visa sin tillhörighet. Det kan också beskrivas som resultatet av sociala erfarenheter, kollektiva minnen, sätt att röra sig och sätt att tänka. Symboliskt kapital är en värdefull resurs i ett visst socialt sammanhang. 
Pierre Bourdieu beskrev begreppet symboliskt kapital i sin bok La Distinction. Här delar han in kapitalet i olika kategorier, där alla kan gå under symboliskt kapital.
- Ekonomiskt kapital: Pengar, materiella tillgångar samt kunskap om ekonomins spelregler.
- Socialt kapital: Till exempel släktskap, kår, nätverk och kontakt med gamla skolkamrater. Hedern anses, enligt Pierre Bourdieu, vara det viktigaste symboliska kapitalet inom det sociala fältet.
- Kulturellt kapital: Förtrogenhet med finkulturen och användandet av ett kultiverat språk. Det kulturella kapitalet anses enligt Bourdieu alltså bestå av kunskaper, erfarenheter, sätt att prata, tänka och uppfatta saker. Men även exempelvis kulturella tidskrifter ryms i definitionen. Detta kan yttra sig i att den bildade inom kulturen rör sig med namn på personer som man i andra kretsar inte förstår. Detta kapital fungerar bara om det tillerkänns värde.

För alla typer av kapital är det viktigt att känna till det fältets regler, annars kan man inte bli erkänd som till exempel litteraturkritiker.
I svensk ungdomskulturforskning har Bourdieus texter varit till stor hjälp. Erling Bjurström har gjort en studie om svenska ungdomars musiksmak. Musiksmaken har ett stort symboliskt kapital eftersom den uttrycker skillnader och likheter i grupper. Kön och klass har stor betydelse för musiksmaken.